# Parafia Trójcy Przenajświętszej w Repkach
Parafia pw. Trójcy Przenajświętszej w Repkach – rzymskokatolicka parafia należąca do dekanatu Sokołów Podlaski, diecezji drohiczyńskiej, metropolii białostockiej. 
Erygowana w 1644. Siedziba parafii mieści się w Szkopach, pod numerem 7.

## Miejsca święte

### Kościół parafialny
- Kościół w Szkopach
- Kościół w Repkach - jest kościołem konparafialnym

## Obszar parafii

### Miejscowości i ulice
W granicach parafii znajdują się miejscowości:
- Baczki,
- Mołomotki-Dwór,
- Repki,
- Szkopy
- Wierzbice Górne